# Gongrocnemis tenebrosa
Gongrocnemis tenebrosa är en insektsart som först beskrevs av Walker, F. 1870.  Gongrocnemis tenebrosa ingår i släktet Gongrocnemis och familjen vårtbitare. Inga underarter finns listade i Catalogue of Life.